# Élections cantonales françaises de 1967
Les élections cantonales sont organisées en France les 24 septembre et 1er octobre 1967.

## Résultats
Ces élections représentent un succès pour l'opposition de gauche, dans la logique du redressement opéré lors des élections législatives de cette même année.

### Résultats nationaux
Le taux d'abstention s'élève à 42,23 %.
| Partis politiques ou coalitions | Partis politiques ou coalitions                 | Premier tour | Premier tour | Premier tour | Second tour | Second tour | Second tour | Sièges | Sièges    |
| Partis politiques ou coalitions | Partis politiques ou coalitions                 | Voix         | %            | Sièges       | Voix        | %           | Sièges      | Total  | Variation |
| ------------------------------- | ----------------------------------------------- | ------------ | ------------ | ------------ | ----------- | ----------- | ----------- | ------ | --------- |
|                                 | Parti communiste français                       | 1 809 026    | 24,55        | 96           | NC          | NC          | 79          | 175    | 119       |
|                                 | Fédération de la gauche démocrate et socialiste | 1 636 778    | 22,20        | 289          | NC          | NC          | 176         | 465    | 10        |
|                                 | Divers gauche                                   | 493 277      | 6,69         | 127          | NC          | NC          | 50          | 177    | 9         |
|                                 | Gauche parlementaire                            | 3 939 081    | 53,44        | 512          | –           | –           | 305         | 817    | 120       |
|                                 |                                                 |              |              |              |             |             |             |        |           |
|                                 | Union des démocrates pour la Ve République      | 1 036 595    | 14,07        | 123          | NC          | NC          | 96          | 219    | 57        |
|                                 | Modérés                                         | 793 626      | 10,85        | 165          | NC          | NC          | 73          | 238    | 21        |
|                                 | Centre démocrate                                | 606 938      | 8,24         | 116          | NC          | NC          | 39          | 155    | 2         |
|                                 | Action locale                                   | 491 524      | 6,67         | 100          | NC          | NC          | 53          | 153    | 36        |
|                                 | Républicains indépendants                       | 303 332      | 4,12         | 71           | NC          | NC          | 23          | 94     | 8         |
|                                 | Droite parlementaire                            | 3 238 075    | 43,94        | 575          | –           | –           | 284         | 859    | 78        |
|                                 |                                                 |              |              |              |             |             |             |        |           |
|                                 | Extrême gauche (dont PSU)                       | 149 387      | 2,03         | 11           | NC          | NC          | 14          | 25     | 4         |
|                                 | Extrême droite                                  | 42 728       | 0,58         | 7            | NC          | NC          | 0           | 7      | 2         |
|                                 |                                                 |              |              |              |             |             |             |        |           |
| Inscrits                        | Inscrits                                        | 13 131 519   | 100,00       |              | NC          | NC          |             |        |           |
| Abstention                      | Abstention                                      | 5 544 924    | 42,23        | NC           | NC          |             |             |        |           |
| Votants                         | Votants                                         | 7 586 595    | 57,77        | NC           | NC          |             |             |        |           |
| Blancs et nuls                  | Blancs et nuls                                  | 217 324      | 1,66         | NC           | NC          |             |             |        |           |
| Exprimés                        | Exprimés                                        | 7 369 271    | 98,34        | NC           | NC          |             |             |        |           |